# White wall
White wall är en svensk-finländsk thrillerserie. Serien hade premiär söndagen den 20 september 2020 och är en samproduktion mellan Sveriges Television och finska Yle och produktionsbolagen Nice Drama och Fire Monkey. Regissör för serien är Aleksi Salmenperä (avsnitt 1–4) och Anna Zackrisson (avsnitt 5–8) och manusförfattare är Mikko Pöllä.
Den första säsongen består av åtta avsnitt.

## Rollista
| Aksel Hennie         | – Lars Ruud       |
| Vera Vitali          | – Helen Wikberg   |
| Eero Milonoff        | – Atte            |
| Mattias Nordkvist    | – Magnus Ahlbäck  |
| Ardalan Esmaili      | – Said            |
| Einar Bredefeldt     | – Oskar Björkman  |
| Anna Paavilainen     | – Astrid Laine    |
| Staffan Göthe        | – Besse Stenmark  |
| Karen Bryson         | – Gina            |
| Zacharias Boudstedt  | – Axel Wikberg    |
| Elsa Wörmann         | – Nicola Ruud     |
| Rolf Degerlund       | – Henrik          |
| Mirja Turestedt      | – Anna Ruud       |
| Fabian Penje         | – Joakim Ruud     |
| Daniel Goldmann      | – Thomas          |
| Jonathan Silén       | – Jonas           |
| Editha Domingo       | – Li              |
| Catrine Lundell      | – DJ Lenin        |
| Eva Melander         | – Hanne           |
| Mirja Burlin         | – Karin           |
| Claes Ljungmark      | – Christopher     |
| Thomas Silén         | – bartender       |
| Anders Jacob         | – Tino Johansson  |
| Heikki Slåen         | – säkerhetsvakt   |
| Jonas Hedlund        | – kollega 1       |
| Max Bremer           | – kollega 2       |
| Pekka Strang         | – polisman        |
| Linda Kunze          | – Fredrika        |
| Anna Granquist       | – Holmströms änka |
| Jakob Öhrman         | – Holmström       |
| Alexander Salzberger | – programledare   |
| Heikki Ukkonen       | – Hasse           |
| Sonja Kailassaari    | – journalist      |
| Benjamin Moliner     | – doktor          |
| Andrew Smith         | – aktivist        |
| Anna Azcárate        | – Britt           |
| Venla Sandgren       | – sjuksköterska   |
| Matti Mustonen       | – säkerhetsvakt   |
| Andrea Larsdotter    | – ADR             |